# VHF SMDSM
La «bande VHF-SMDSM» (Very High Frequency est entre 156 et 162 MHz avec des canaux de 25 kHz en G3E ou F3E (FM) avec une puissance de 1 à 25 W. La portée d’exploitation est inférieure à 60 km.) utilisé dans le cadre du Système Mondial de Détresse et de Sécurité en Mer (SMDSM). L'émetteur récepteur en mode mono-fréquence tactique (certaines voies sont cependant en mode duplex). Le Canal 16 est utilisé pour la veille radiotéléphonique, le canal 70 pour la veille automatique en appel sélectif numérique.

## Radiotéléphonie
La voie 16 (fréquence 156,8 MHz)  est utilisée pour le trafic radio-téléphonique de détresse et aussi utilisé comme voie d'appel d'urgence, d'appel de sécurité, d'appel de routine pour une communication entre navires ou entre une station côtière et un navire, une voie de travail doit par la suite être déterminée par l'appelé afin de poursuivre la communication. La voie 06 (156,300 MHz) est utilisée dans les communications de sécurité entre navires (fréquence international SAR sur place - aéronefs et navires). La manœuvre des stations de bord VHF-ASN n'est effectuée que par les personnes détentrices d'un :
- Permis plaisance en mer dans les eaux territoriales françaises [3];
- Certificat restreint de radiotéléphoniste maritime;
- Certificat restreint d'opérateur (SRC) Short Range Certificate: pour tous les navires en Zone A1;
- Certificat spécial d'opérateur : dans toutes les zones pour les navires français de commerce inférieur à 300 tonneaux et les navires de pêche français de longueur inférieure à 45 mètres ;
- Certificat général d'opérateur (LRC) Long Range Certificate: tous les navires et toutes zones.
- Dans les eaux territoriales françaises, l'utilisation des VHF portables de moins de 6W est autorisée sans certificat de radiotéléphoniste, sans permis plaisance en mer[4].

## Portatif VHF

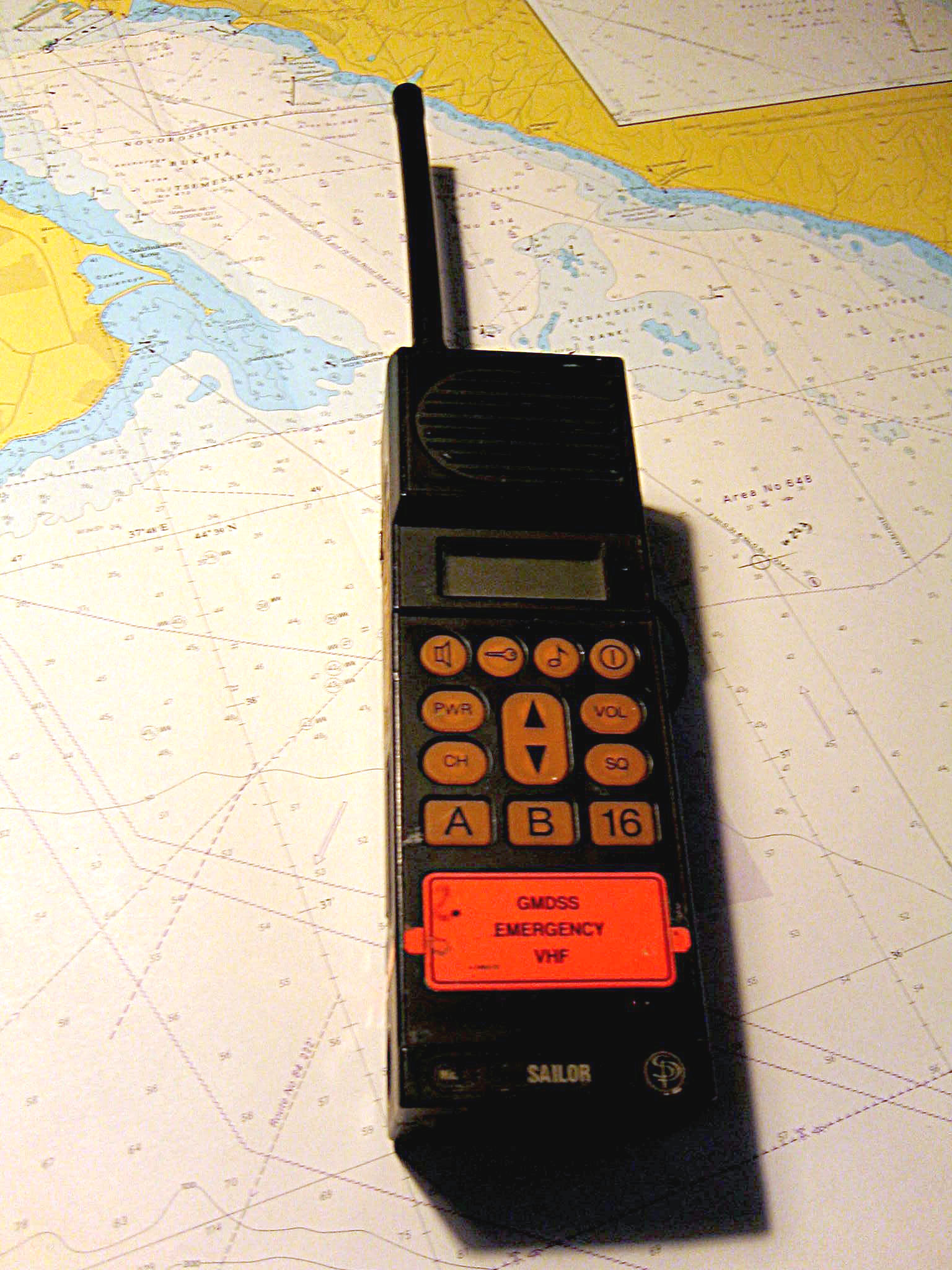
VHF SMDSM type sailor

Le portatif SMDSM VHF  est un émetteur récepteur VHF portatif, petit, étanche, léger, utilisable par un naufragé sans compétence (mode d'emploi au dos de l'appareil), avoir des boutons suffisamment gros pour être manipulés par des personnes portant des gants (combinaisons de survie) et résister aux chocs (chute d'un mètre), utilisant au minimum deux canaux : 16 et 6 en mode G3E. La puissance sera de 0,25 W à 1 W, (Si plusieurs niveaux de puissance sont disponibles, celle-ci doit pouvoir être réduite entre 0,25 W à 1 W). Son autonomie est de 8 heures, sur la base de 10 secondes d'émission et de 50 secondes de réception par minute. Il doit posséder un étiquetage comportant la date de validité de la pile. Le portatif SMDSM VHF est utilisé pour les cas d’interconnexions, de coordination de la recherche et du sauvetage maritimes et l'interconnexion aéronefs à navires. 
 
Toute station établie à bord d'un aéronef est astreinte par une réglementation nationale ou internationale à entrer en communication pour des raisons de détresse, d'urgence ou de sécurité avec des stations du service mobile maritime. Elle doit être en mesure de faire et de recevoir des émissions de la classe G3E lorsqu'elle utilise la fréquence 156,8 MHz (canal 16) et la fréquence 156,3 MHz (canal 6). 

## Utilisation
Il est utilisé pour la communication dans le cadre du sauvetage, du secours, entre les radeaux de naufragés, mais également entre les équipes SAR et les naufragés.